# پدرو کوارتوچی
پدرو کوارتوچی (ایتالیایی: Pedro Quartucci; ۳۰ ژوئیهٔ ۱۹۰۵ – ۲۰ آوریل ۱۹۸۳) بوکسور، بازیگر اهل آرژانتین بود.
از فیلم‌ها یا برنامه‌های تلویزیونی که وی در آن نقش داشته‌است می‌توان به علاقه اشاره کرد.